# Приказчиков, Валерий Иванович
Вале́рий Ива́нович Прика́зчиков (25 декабря 1939, Москва — 14 октября 1990) — советский музыкант, гитарист, композитор, аранжировщик, один из пионеров отечественной электронной музыки, основатель и лидер известных групп «Электрон» и «Новый Электрон», игравших в стиле сёрф-рок.

## Биография
Валерий Приказчиков родился 25 декабря 1939 года в Москве. Учился в музыкальной школе, затем в Академическом музыкальном училище при Московской консерватории по классу гитары. Занимался в в ансамбле гитаристов, которым руководил А. Иванов-Крамской.
В 1957 году, в составе квартета, Валерий Приказчиков стал лауреатом Всемирного фестиваля молодёжи и студентов в Москве. Музыканты исполняли элегантные аранжировки народных песен для четырёх акустических гитар.
В 1963 году Валерий Приказчиков организовал инструментальный квартет «Электрон», который первым в СССР стал исполнять инструментальный сёрф-рок. Коллектив имел огромный успех. Вышло несколько пластинок.
Валерий сам смастерил себе электрогитару из белого пластика с множеством переключателей и тумблеров, с которой потом никогда не расставался. Он хорошо разбирался в электронике, в том числе гитарной и усилительной. А в детстве увлекался конструированием действующих моделей разных судов, которые отличались высокой степенью достоверности.
В 1966-м из-за разногласий по репертуару Валерий покинул ансамбль. Без него у «Электрона» пластинок больше не выходило.
В 1967 году Валерий Приказчиков набрал новых музыкантов. Первые гастроли «Нового Электрона» состоялись в 1969-м. Основная составляющая репертуара коллектива — эстрадно-танцевальная музыка с ярким и чётким ритмом, оригинальной инструментовкой. Помимо инструментальной музыки ансамбль исполнял и песни.
Необычайному успеху у публики «Электрона» и «Нового Электрона» во многом способствовали оригинальные аранжировки В. Приказчикова известных зарубежных и отечественных мелодий («Дом восходящего солнца», «Шербургские зонтики», «Тень твоей улыбки», «Милая девушка», «Колыбельная Светлане» и др.) и его великолепные авторские композиции («Быстрее звука», «Вечерние тени», «Солнечный зайчик», «Грёзы», «Весёлые туристы»).
В 1976—1977 гг. по совместительству работал звукоинженером в ВИА «Голубые гитары».
В 1981 году Валерий Приказчиков по решению «Росконцерта» возглавил ВИА «Коробейники». В дальнейшем В. Приказчиков создал концертно-гастрольное объединение. Именно он, к примеру, проводил переговоры о гастролях популярной итальянской певицы Сабрины и британской рок-супергруппы «ASIA».

### Гибель
14 октября 1990 года в результате автомобильной аварии в Подмосковье, на Егорьевском шоссе, жизнь замечательного музыканта и композитора Валерия Ивановича Приказчикова оборвалась. 18 октября его кремировали в Донском крематории. Урну с прахом захоронили на Николо-Архангельском кладбище, в оградке рядом с матерью.